# Grand Corps Malade
Pour les articles homonymes, voir GCM.
Fabien Marsaud, dit Grand Corps Malade parfois abrégé GCM, né le 31 juillet 1977  est un slameur-poète, rappeur, auteur-interprète et réalisateur français.
Il découvre le slam en 2003 et devient activiste de ce mouvement en multipliant les scènes ouvertes et les tournois. En 2004 et 2005, il gagne régulièrement le grand tournoi mensuel Bouchazoreill à la boule noire, puis au Trabendo.
Puis, en 2006, il publie son premier album, Midi 20, classé 10e sur 200 parmi les meilleures ventes d'albums de l'année. En 2008, il sort son deuxième album, Enfant de la ville, plus profond dans les textes et avec des accompagnements musicaux plus affirmés.
En 2010, il sort son troisième album, 3e Temps, marqué par un ton quelque peu différent et des textes plus engagés. En 2013, il publie son quatrième album studio, Funambule, empreint d'une touche très familiale et pleine de tendresse. En 2015, il sort Il nous restera ça, un album-concept dans lequel il invite plusieurs artistes de différentes générations à slamer, dont Renaud, Charles Aznavour, Hubert-Félix Thiéfaine ou encore Jeanne Cherhal. En 2018 paraît son sixième album, Plan B et en 2020, son septième, Mesdames, qui devient disque de diamant l'année suivante. En 2022, il réalise l'album Éphémère, en collaboration avec Gaël Faye et Ben Mazué. L'année suivante, il sort son huitième album studio, Reflets.
Son nom de scène fait référence à la fois au grave accident qui l'a handicapé et à sa grande taille. Il évoque cette expérience dans son roman autobiographique Patients, paru en 2012 et qu'il adapte en 2017 au cinéma sous le même titre, coréalisant alors son premier film avec Mehdi Idir. Ils co-réalisent ensemble ensuite un deuxième film La Vie Scolaire en 2019, puis un troisième, Monsieur Aznavour en 2024. 

## Biographie

### Jeunesse
Fabien Marsaud est né le 31 juillet 1977, au Blanc-Mesnil, dans le département de la Seine-Saint-Denis. Sa mère est bibliothécaire et son père, Jacques Marsaud, haut fonctionnaire territorial, d'orientation communiste, a été notamment secrétaire général des communes de Noisy-le-Sec et de Saint-Denis et directeur général des services du conseil général du Val-de-Marne puis de la communauté d'agglomération Plaine-Commune. Il vit à Noisy-le-Sec avec ses parents et sa sœur aînée jusqu'en 1981.
Son parcours scolaire est plutôt classique et très tôt le sport devient une passion. Il écrit ses premiers textes vers l'âge de quinze ans, mais le sport l'emporte. Le jeune homme aime particulièrement le basketball, discipline dans laquelle il est très doué. Selon Bally Bagayoko, son entraîneur (devenu maire-adjoint de Saint-Denis), le jeune Fabien était « un pilier de l'équipe qui adorait transmettre ses compétences ». Il passe un baccalauréat littéraire, mais le sport reste son domaine de prédilection.
Il reçoit à l'âge de dix-sept ans une proposition pour intégrer le centre de formation basket-études de Toulouse, proposition qu'il refuse, préférant rester à Saint-Denis. Durant ces années, il fait partie de l'équipe de basket d'Aubervilliers, et joue à un niveau équivalent à la Nationale 3 au poste d'ailier après avoir joué à la JSF Nanterre et à Saint-Denis.
Après le bac, il passe un diplôme d'études universitaires générales en Sciences et techniques des activités physiques et sportives.
Le 16 juillet 1997, alors qu’il anime une colonie de vacances à Saint-Jean-de-Monts, en Vendée, il fait un plongeon carpé suivi d'une descente à pic dans une piscine insuffisamment remplie. Sa tête heurte le fond, provoquant une fracture des vertèbres cervicales. Évacué en hélicoptère ,, il passe trois mois en réanimation, avec une trachéotomie dont il garde la cicatrice, et se réveille presque entièrement paralysé. Le pronostic : récupération possible, toutefois, il faut plus probablement s'attendre à des séquelles à vie limitant sa motricité. Le jeune homme retrouve relativement vite l'usage de ses mains. Après une rééducation de plus d'un an à l'hôpital, il retrouve une partie de la motricité de ses jambes en 1999.
Cet accident lui fait envisager une réorientation. Il décroche d'abord son DESS en management sportif et en 2001, il entre dans le service marketing du Stade de France — dans un premier temps.

### Carrière musicale

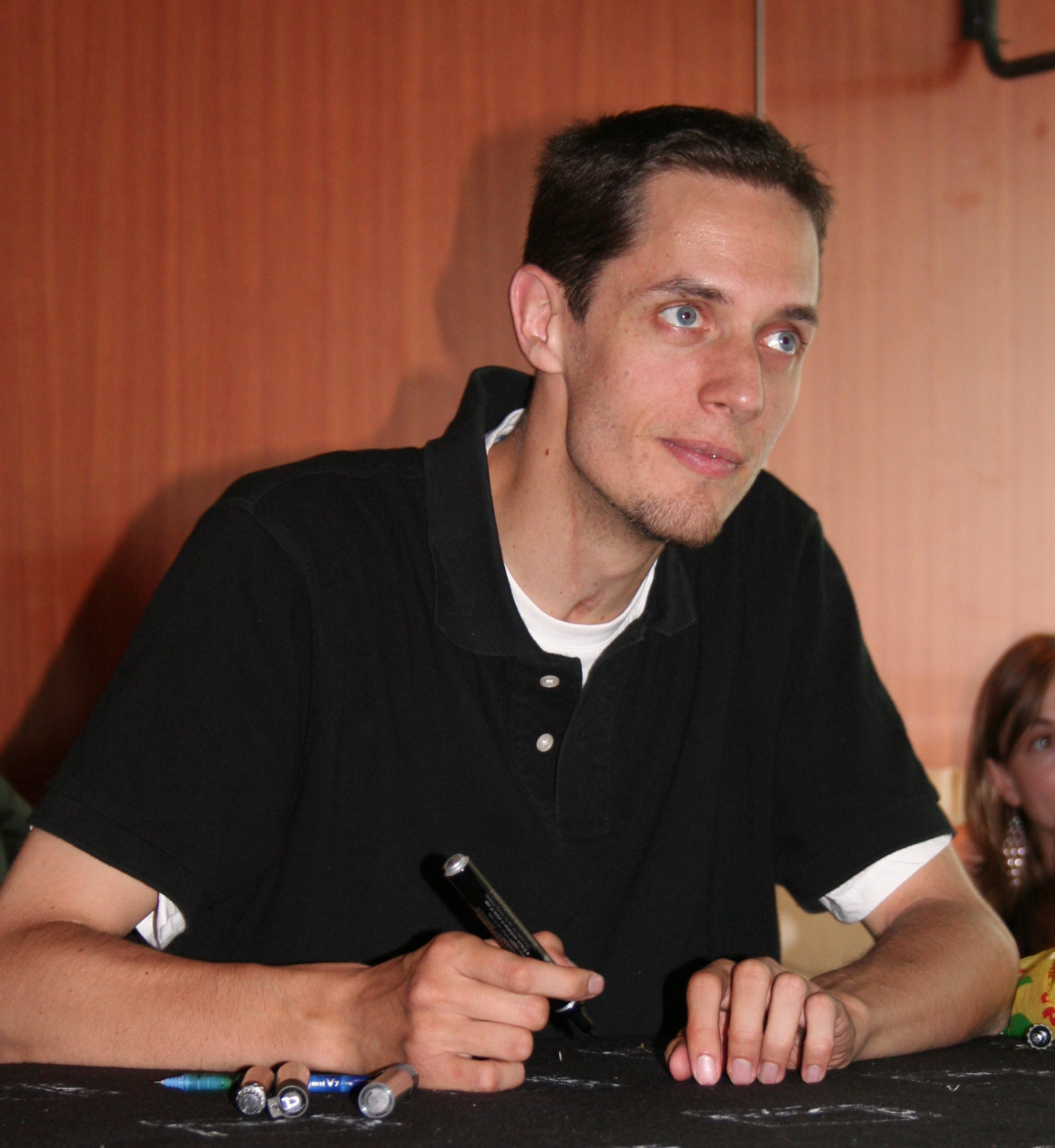
Grand Corps Malade lors d'une séance de dédicaces, en juin 2006.

En octobre 2003, il découvre le slam lors d'une scène ouverte dans un bar de la place de Clichy, à Paris, où il déclame Cassiopée, son premier texte « de scène »,. C'est à cette époque qu'il choisit comme nom de scène, Grand Corps Malade (GCM), par référence à son handicap et à sa grande taille (1,94 m) — un nom « aussi choisi pour son côté sioux ».
Grand Corps Malade participe ensuite à de nombreuses scènes slam, aux côtés du Collectif 129H, et John Pucc'Chocolat. En 2004, il anime Slam’Alikoumen, une prestation slam qui se déroule, un soir par mois, au Café Culturel de Saint-Denis, le quartier général dionysien du style propre à l'auteur, toujours avec son ami John Pucc'. La même année, il fonde « Le Cercle des Poètes sans Instru », un groupe de sept slameurs (formé de John Pucc’, Droopy, Techa, les 129H et lui-même) qui, dans les festivals et les manifestations culturelles, déclament leur poésie.
En 2005, il acquiert une certaine notoriété et élargit son horizon de slameur à d'autres scènes. Il propose, entre autres, plusieurs représentations, seul face au public du Réservoir (club qui sert entre autres aux tournages du Jamel Comedy Club) organisé par son futur producteur Jean-Rachid, réalise la première partie du concert de Cheb Mami sur le parvis du Stade de France et celle de Mouss et Hakim à la Boule Noire, etc. À la fin de cette même année, S Petit Nico lui offre de tenter un habillage musical pour ses textes. Peu de temps après, Fabien Marsaud signe avec Jean-Rachid qui produit ces premiers albums avec Anouche Productions qui sortiront en licence sur le label AZ, ce qui permet au genre musical que l'artiste défend d'être médiatisé, grâce à la sortie, le 27 mars 2006, du premier album de l'artiste intitulé Midi 20. Le nom de l'album reprend celui d'un morceau où il place sa vie à l'échelle d'une journée. Médiatiquement, il est parrainé par Charles Aznavour ; il fait quelques apparitions télévisuelles à la suite de la sortie de l'album (qui est classé 10e sur 200 parmi les meilleures ventes d'albums en 2006) et est invité notamment par Thierry Ardisson. Il joue cette même année dans la pièce de théâtre-music-hall d'Édouard Baer, La folle et véritable vie de Luigi Prizzoti. La tournée réalisée pour le premier album compte près de 120 dates. Les 15 et 16 mai 2006, il a joué à guichets fermés à la Cigale à Paris. Le succès de l'album se concrétise, le 10 mars 2007, par deux Victoires de la musique sur trois nominations.

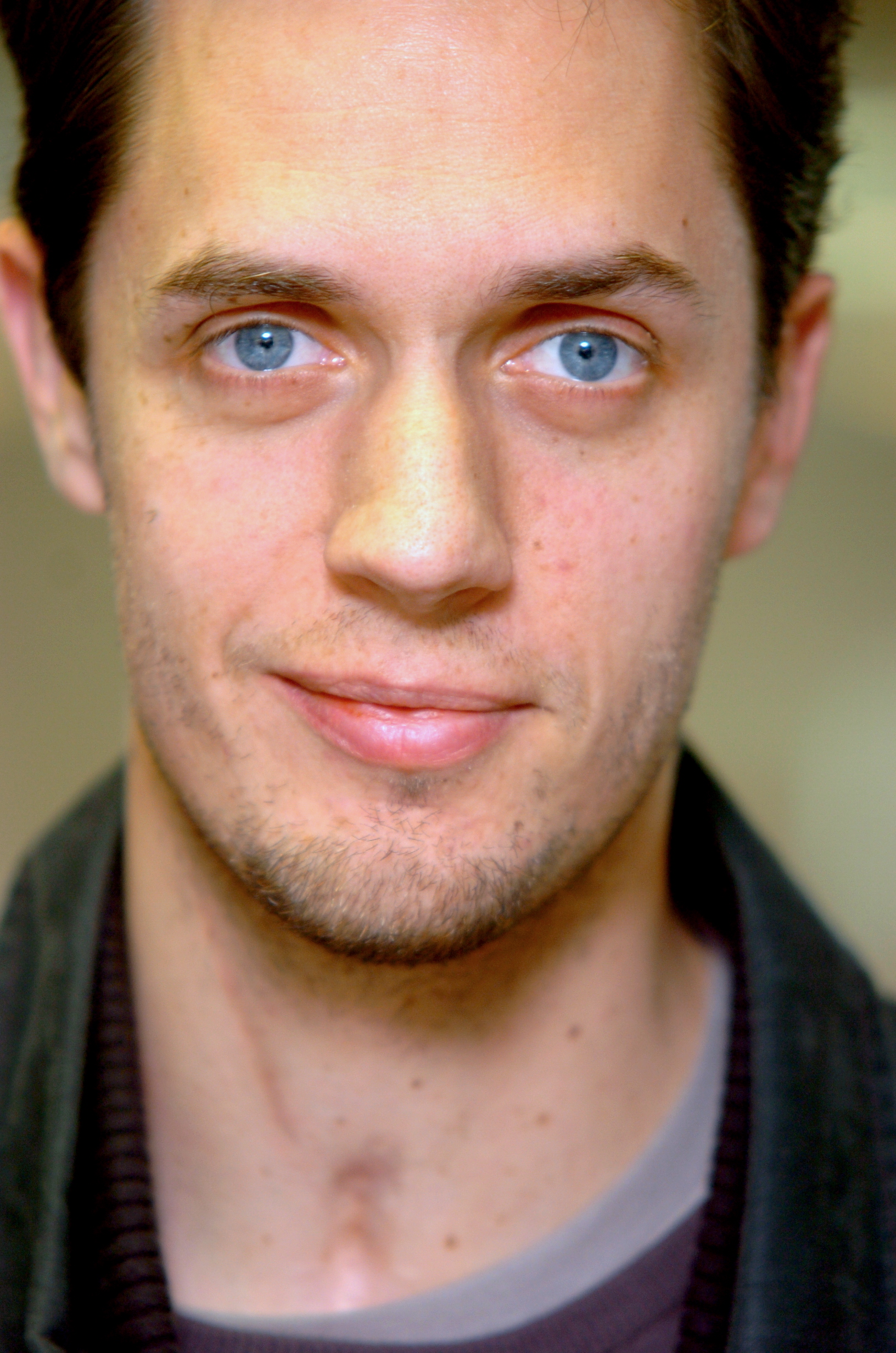
Grand Corps Malade, le 17 avril 2008 à Paris.

Grand Corps Malade fait de nouveau partie de l'actualité du slam en 2008, année où sort son nouvel album, Enfant de la ville, dans les bacs le 31 mars. Cette même année, il participe au Festival d'été international de Québec, ce qui montre sa reconnaissance par le monde francophone. Il anime également des ateliers d'écriture, chez lui, à Saint-Denis. Avec les participants, il sort un disque de neuf titres Génération Slam en novembre 2008. Le titre de ce disque met en avant la diversité des âges des slameurs amateurs,.

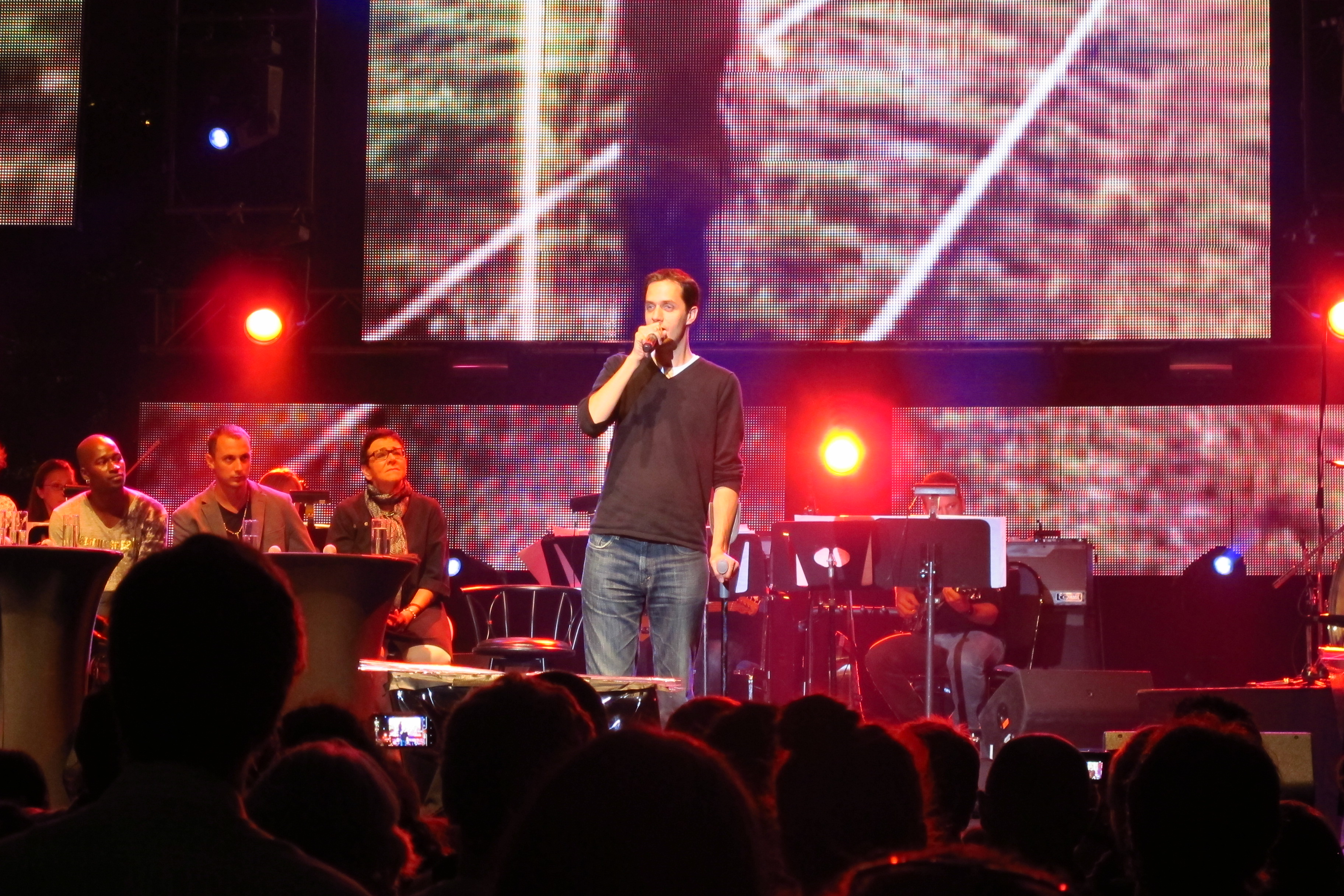
Grand Corps Malade sur scène en 2012.

En 2010, il participe au nouvel album d'I Muvrini en chantant dans la chanson Una terranova. Il participe également au casting vocal du film d'animation Toy Story 3 où il double le personnage de Rictus. En octobre de cette même année, sort son nouvel album 3e temps dont la chanson Roméo kiffe Juliette adapte la célèbre pièce de Shakespeare à l'histoire de deux adolescents d'une banlieue de Paris qui s'aiment, mais dont les religions diffèrent (juive pour la famille de Juliette, musulmane pour celle de Roméo) et dont l'histoire est empêchée par leurs parents. La danseuse Bintou Dembélé, une des figures pionnières du hip hop en France, chorégraphie le clip de Roméo kiffe Juliette. En 2011, Grand Corps Malade sort un nouveau single en duo avec Reda Taliani Inch'Allah.
En octobre 2013, il publie son quatrième album studio, Funambule. Le 9 janvier 2015, il publie #JeSuisCharlie en hommage aux victimes de l'attentat contre Charlie Hebdo. En 2018, sort son album Plan B.
Le 11 septembre 2020 paraît l'album Mesdames, un album en hommage aux femmes, composé de 10 duos féminins avec notamment Véronique Sanson, Louane, Suzane, Laura Smet, Julie et Camille Berthollet, mais aussi Manon, Amuse-Bouche et Alicia, « Parce que l'avenir appartient à celles qu'on aime trop ». Un premier titre sort en juin 2020, Mais je t'aime, en duo avec Camille Lellouche qui remporte en 2021 la Victoire de la chanson originale.
Son producteur est Jean-Rachid, humoriste puis producteur.

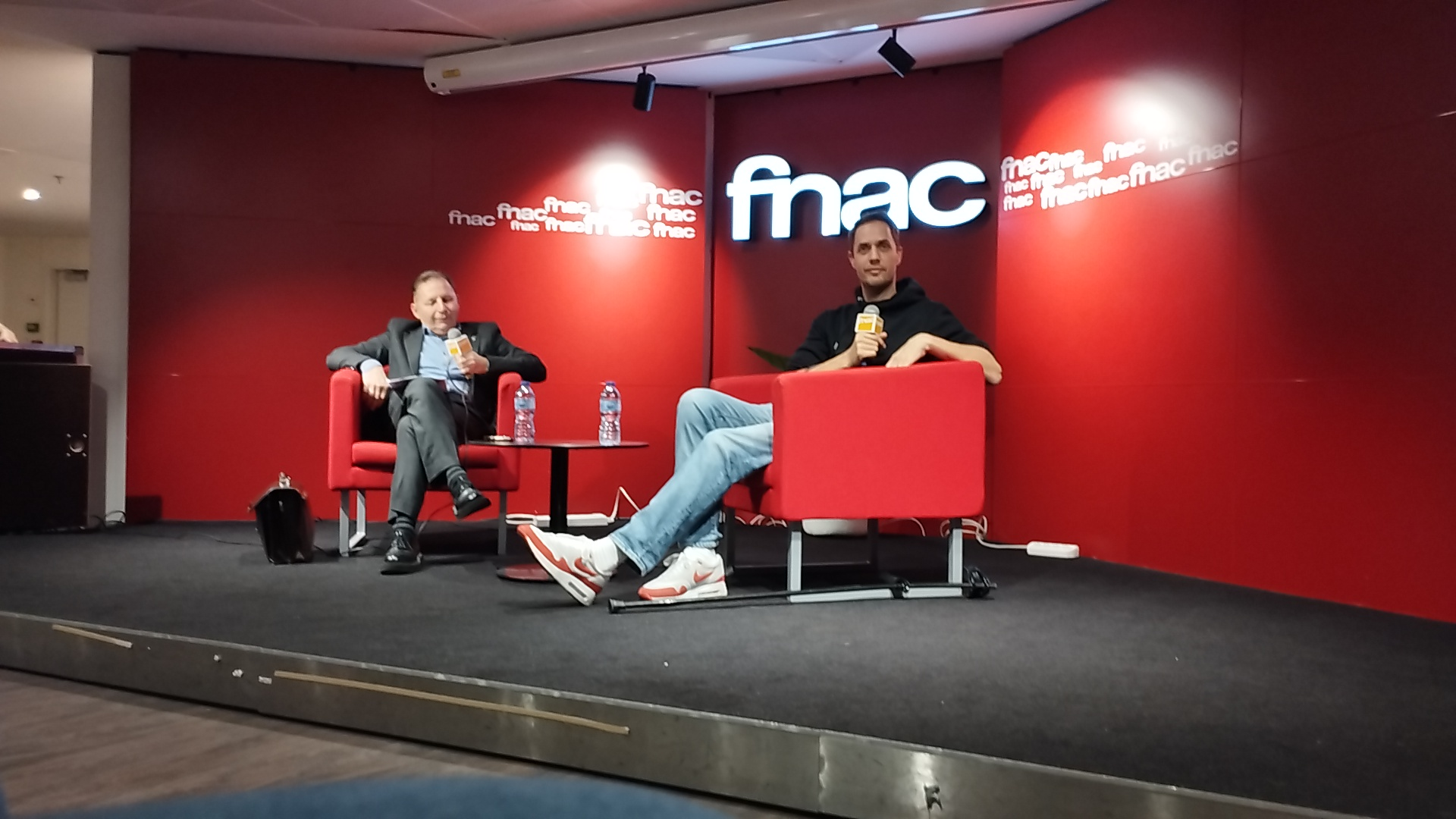
Grand Corps Malade lors d'une rencontre autour de son album Reflets, à la Fnac de Ternes à Paris, en octobre 2023.

Le 10 décembre 2020, après avoir été nommé aux NRJ Music Awards, Grand Corps Malade dévoile son nouveau morceau intitulé Pas essentiel, en affirmant qu'il sera sur le devant de la scène à partir de 2021, et ce, jusqu'en 2022. Il aborde avec ce titre la situation difficile et les conséquences dues à la pandémie de Covid-19.
Le 16 septembre 2022, il publie l'EP Éphémère, en trio avec Ben Mazué et Gaël Faye.
Le 20 octobre 2023 paraît son huitième album studio et le sixième en solo, Reflets.
En 2025 il entame une tournée au Canada.

### Vie privée

#### Couple
Fabien Marsaud est marié à Julia Marsaud depuis décembre 2008, avec laquelle il a deux fils. En l'honneur de leurs 10 ans de mariage, il sort en 2018, la chanson Dimanche soir[réf. souhaitée].
En 2024, il vient s’installer à Montréal avec sa femme et ses enfants pour une durée d’un an. Depuis la sortie de son premier album en 2006, le célèbre slameur dit entretenir une relation privilégiée avec le Québec. Il a affirmé avoir toujours eu l’impression d’avoir été adopté par la population québécoise.

#### Prises de position et engagements
Lors de la campagne pour l'élection présidentielle de 2007, il soutient la candidate du Parti socialiste Ségolène Royal, pour qui il chante lors de son meeting du 1er mai au stade Charléty.
Il est le parrain de l'association Sourire à la vie, dont le but est d'aider les enfants atteints d'un cancer dont les soins sont en cours.

## Slam
L'auteur contribue à ce que le slam dépasse le cadre intimiste des cafés et des scènes slam. Les textes de ses albums sont parfois a cappella, mais ils sont, normalement accompagnés d'une mélodie minimaliste en arrière-plan qui souligne le texte ; texte qui est dit et non chanté. Fabien Marsaud écrit toujours sans musique, puis celle-ci est créée après en fonction des textes. Grand Corps Malade dit, en parlant de ses albums et de ses tournées : « Je viens du slam. C'est un art a cappella, c'est un art live, il faut qu'il y ait un auditoire pour qu'il y ait du slam. Pour moi, ça n'a pas de sens de dire que c'est un disque de slam parce qu'à partir du moment où ce n'est plus de l'a cappella, à partir du moment où ce n'est pas du live, à partir du moment où ce n'est pas le partage de la scène avec plein d'autres slameurs, pour moi ce n'est plus vraiment du slam. […] Pour moi le disque, la tournée, avec les musiciens c'est autre chose. C'est un autre projet. Je suis un slameur qui a un projet musical […] ».
Il poursuit son engagement pour la diffusion du slam, notamment dans le cadre scolaire, en initiant en 2016, une recherche-action expérimentale au sein du ministère de l'Éducation nationale. Cette recherche-action aboutit en 2017 à la publication d'un document-cadre édité par la Direction générale de l'enseignement scolaire, permettant aux enseignants de mettre en œuvre un cycle slam dans leur classe.
Dès 2018, Grand Corps Malade parraine les Trophées Slam à l'école menés par la Ligue Slam de France et la Fondation Culture & Diversité, qui permettent à des élèves de collège de toute la France de s'exprimer en public par la pratique du slam.

## Distinctions

### Récompenses
- Victoires de la musique 2007 : Victoire de l'artiste révélation scène et Victoire de l'album révélation[29]
- Prix Félix 2009 de l'ADISQ (ADISQ) : Prix de l'artiste de la francophonie s'étant le plus illustré au Québec
- Victoires de la musique 2021 : Victoire de la chanson originale pour Mais je t'aime

### Nominations
- Victoires de la musique 2007 : Victoire de l'artiste révélation du public
- Prix Félix 2007 de l'ADISQ (ADISQ) : Prix de l'artiste de la francophonie s'étant le plus illustré au Québec[30].
- Lumières 2018 : Lumière du meilleur premier film pour Patients
- César 2018 : César du meilleur film, César du meilleur premier film (avec Mehdi Idir) et César de la meilleure adaptation (avec Fadette Drouard) pour Patients
- NRJ Music Awards 2020 : clip de l'année pour Pendant 24 h
- Victoires de la musique 2021 : Victoire de l'album pour Mesdames
- NRJ Music Awards 2022 : Tournée francophone de l'année

### Décoration
- Commandeur de l'ordre des Arts et des Lettres en mars 2017[31] ; officier en juillet 2014[32] ; chevalier en juillet 2008[33]

## Hommages et parodies
Des humoristes ont parfois utilisé des paronymes ou des antonymes pour faire référence à l'auteur, comme l'émission Groland qui a fait une parodie intitulée « Petit Corps Normal », ou encore Fabrice Éboué dans le Jamel Comedy Club (en parlant d'Amelle Chahbi, une autre artiste du Jamel Comedy Club) : « P'tit corps salade ».
Il est également souvent parodié dans les Guignols de l'Info sur Canal+ où une marionnette lui était dédiée.[réf. nécessaire]
En 2010, lors de son concert à l'Olympia, la chanteuse française Dorothée introduit sa chanson Valise 2010 par un clin d'œil à Fabien qui est une allusion à son parolier et producteur : « Voici une chanson qui a été écrite par Grand Cerveau Malade ». En 2012 aussi dans le film Les Kaïra quand l'acteur Franck Gastambide appelle le nain Momo « petit corps en bonne santé ».
En avril 2021, Fabien Lecœuvre tient des propos désobligeants envers plusieurs chanteurs,, dont Hoshi,. Grand Corps Malade prend la défense de la chanteuse en écrivant le titre Des gens beaux gravée sur la réédition Deluxe en septembre 2021 de son album Mesdames,, à la suite de quoi Fabien Lecœuvre adresse une mise en demeure à Grand Corps Malade, puis porte plainte contre lui à cause de l'utilisation de sa voix dans le titre. Fin août 2023, le tribunal statue en faveur de Grand Corps Malade. Fabien Lecœuvre décide de faire appel.

## Discographie

### Albums studios
- 2006 : Midi 20
- 2008 : Enfant de la ville
- 2010 : 3e Temps
- 2013 : Funambule
- 2015 : Il nous restera ça
- 2018 : Plan B
- 2020 : Mesdames
- 2023 : Reflets

### EP
- 2022 : Éphémère (avec Ben Mazué et Gaël Faye)

### Singles
- 2006 : 6e sens (musique de S Petit Nico)
- 2006 : Midi 20 (musique de Baptiste Charvet)[45]
- 2008 : Les voyages en train (musique de S Petit Nico)
- 2009 : Enfant de la ville (extrait pour la promotion de l'album du même nom)
- 2009 : Je viens de là (musique de S Petit Nico)
- 2009 : Le blues de l'instituteur
- 2010 : Éducation nationale
- 2010 : Roméo kiffe Juliette (musique de S Petit Nico)
- 2010 : Définitivement
- 2011 : Inch'Allah (en duo avec Reda Taliani)
- 2013 : Funambule
- 2014 : 15 heures du matin (en duo avec John Mamann)
- 2015 : #JeSuisCharlie (à la suite de l'attentat contre Charlie Hebdo)
- 2015 : Pocahontas
- 2017 : Espoir adapté (en duo avec Anna Kova)
- 2020 : Effets secondaires[46]
- 2020 : Mais je t'aime (en duo avec Camille Lellouche)
- 2020 : Mesdames
- 2020 : Pendant 24 h (en duo avec Suzane)
- 2020 : Pas essentiel
- 2021 : Derrière le brouillard (en duo avec Louane)
- 2021 : Des gens beaux
- 2021 : Nos plus belles années (en duo avec Kimberose)
- 2022 : On a pris le temps (en duo avec Ben Mazué & Gaël Faye)
- 2022 : Tailler la route (en duo avec Ben Mazué & Gaël Faye)
- 2023 : Retiens les rêves

### Compilations
- 2019 : Collection 2003-2019

### Collaborations, reprises et écriture
- 2006 : Reprise de la chanson Les Trompettes de la renommée de Georges Brassens sur l'album hommage Putain de toi
- 2007 : Génération motivée sur l'album éponyme de Tony Parker
- 2007 : Juste une période de ma vie en duo sur l'album Musique des Lettres de Rouda (musique de S Petit Nico)
- 2007 : Le Retour de Joe et Thème de Joe sur l'album La Mécanique du cœur de Dionysos
- 2008 : Je m'écris sur l'album À l'ombre du show business de Kery James, avec Zaho
- 2009 : Coécriture du texte L’ombre et la lumière, avec Alana Fillipi, sur l'album L'Embellie de Calogero.
- 2010 : Je t'aime que moi en duo sur l'album Rêve Général(e) d'Agnès Bihl.
- 2010 : Una Terranova en duo sur l'album Gioia d'I Muvrini.
- 2011 : Tu es donc j'apprends avec Charles Aznavour
- 2012 : La Mer et L'Enfant, auteur, sur l'album Sans attendre de Céline Dion.
- 2014 : La Médaille, reprise de Renaud, sur l'album La Bande à Renaud
- 2015 : Reprise de Interlude Sintineddi, en duo avec A Filetta sur l'album Corsu Mezu Mezu
- 2017 : Joli Zoo en duo sur l'album Enfantillages 3 d'Aldebert
- 2017 : Avancer, avec Idir sur l'album Ici et ailleurs
- 2020 : L'addition en duo sur l'album La bonne école du rappeur Demi Portion
- 2022 : Tiken Jah Fakoly - Enfant de la rue' (feat. Grand Corps Malade)

### DVD
- 2009 : Grand Corps Malade en concert (Live à la Cigale)

## Filmographie
Sauf indication contraire, les informations mentionnées dans cette section peuvent être confirmées par les bases de données cinématographiques IMDb et Allociné,  présentes dans la section « Liens externes ».

### Réalisateur et scénariste
- 2017 : Patients (coécrit avec Fadette Drouard d'après son propre roman ; coréalisé avec Mehdi Idir)
- 2019 : La Vie scolaire (coécrit et coréalisé avec Mehdi Idir)
- 2024 : Monsieur Aznavour (coécrit et coréalisé avec Mehdi Idir)

### Acteur

#### Dans son propre rôle
- 2003 : Décroche (court métrage) de Manuel Schapira
- 2007 : Slam, ce qui nous brûle (documentaire) de Pascal Tessaud
- 2010 : 93 La Belle Rebelle (documentaire) de Jean-Pierre Thorn
- 2015 : Patience, patience, t'iras au paradis ! (documentaire) d'Hadja Lahbib
- 2022 : Le Flambeau (série) de Jonathan Cohen

#### Dans un rôle fictif
- 2017 : Silence non demandé (téléfilm) de Karim Djelouah : Fabien

#### Doublage de films et séries d'animation
- 2007 : Moot-Moot (série télévisée)[réf. nécessaire]
- 2010 : Toy Story 3[47] de Lee Unkrich : Rictus
- 2014 : Jack et la mécanique du cœur de Stéphane Berla et Mathias Malzieu : Joe
- 2017 : Sahara de Pierre Coré : Omar

### Compositeur ou musicien
- 2003 : Décroche de Manuel Schapira (court-métrage) - musique du générique
- 2014 : Jack et la mécanique du cœur de Stéphane Berla et Mathias Malzieu - titres Thème de Joe et Le Retour de Joe
- 2015 : Le monde qui nous perd (court métrage) d'Alexandra Badea
- 2015 : Je vous souhaite d'être follement aimée[réf. nécessaire] d'Ounie Leconte - interprétation du générique de fin
- 2017 : Patients de lui-même et Mehdi Idir - plusieurs titres

## Publications
- Patients, Paris, Éditions Don Quichotte, 2012, 166 p.  (ISBN 978-2-35949-097-8)
- À mes fils, Les Arènes, 2022,  (ISBN 9791037507129)
- Les Correspondants, co-écrit avec Ben Mazué, Éditions Jean-Claude Lattès, 2022,  (ISBN 9782709670852)